# Afronemoura spinulata
Afronemoura spinulata är en bäcksländeart som först beskrevs av Boris Ivan Balinsky 1967.  Afronemoura spinulata ingår i släktet Afronemoura och familjen Notonemouridae. Inga underarter finns listade i Catalogue of Life.